# Terry Kath
Terry Alan Kath (Chicago, 31 gennaio 1946 – Woodland Hills, 23 gennaio 1978) è stato un cantautore e chitarrista statunitense, fondatore, vocalist e primo chitarrista dei Chicago.

## Biografia
Capace sin da piccolo di suonare molti strumenti (chitarra, banjo, basso e batteria), Kath fece parte della sua prima band semi-professionistica, i Mystics, nel 1963, spostandosi ai Jimmy Rice and the Gentlemen nel 1965. Successivamente suonò il basso in un gruppo chiamato Jimmy Ford and the Executives, divenendone il leader Ford era il trombettista, Walter Parazaider suonava il sassofono ed altri strumenti a fiato, e Danny Seraphine ne diventò il batterista. Kath strinse un forte rapporto d'amicizia con Seraphine e Parazaider. I tre musicisti erano infatti soliti incontrarsi anche al di fuori del contesto musicale.
Nel 1966, Kath entrò in una cover band chiamata i Missing Links, portando con sé anche Parazaider e Seraphine, e iniziarono a suonare in maniera regolare nei club e nelle sale da ballo Si unì al gruppo anche un amico di Parazaider conosciuto alla DePaul University, il trombettista Lee Loughnane. James William Guercio (che in seguito sarebbe diventato il produttore dei Chicago) invitò Kath a suonare il basso nella Illinois Speed Press e a trasferirsi a Los Angeles, ma egli declinò l'invito poiché considerava la chitarra il suo strumento più congeniale e voleva essere il cantante principale.
Rimase dunque con Parazaider, Seraphine e Loughnane, ai quali presto si aggiunse il trombonista James Pankow dei DePaul, e il cantante/tastierista Robert Lamm. Il gruppo così formato prese il nome The Big Thing. Nel 1967, con l'aggiunta del cantante/bassista Peter Cetera degli Exceptions, si trasferirono a Los Angeles per firmare un contratto con la Columbia Records. Proprio in quell'occasione i The Big Thing assunsero il nome di "Chicago Transit Authority" che, nel 1970, fu abbreviato in Chicago.
Considerato da Jimi Hendrix uno dei migliori chitarristi in circolazione, Terry Kath contribuisce alla realizzazione di undici album in studio della band come autore, chitarrista e cantante, contribuendo molto al successo del gruppo con la sua particolare voce e le sue capacità che lo portavano ad esplorare diversi generi musicali, dal rock al blues, passando per il jazz e i generi sperimentali.
Appassionato di pistole, perse la vita pochi giorni prima del suo trentaduesimo compleanno a casa del roadie e tecnico della band Don Johnson (un omonimo dell'attore). Il 23 gennaio 1978, alle 5 di pomeriggio, dopo una festa e sotto l'effetto dell'alcol, decise di mettersi a giocare con una pistola semiautomatica, davanti alla moglie Camelia Emily Ortiz (sposata nel 1974) e all'amico. Di fronte alle preoccupazioni di Johnson, Kath disse, mentre si metteva la pistola alla tempia: "Non ti preoccupare, il caricatore è vuoto!", facendo partire il proiettile letale che non sapeva fosse rimasto nella camera di scoppio. È sepolto nel cimitero di Glendale.
Il gruppo dei Chicago andò avanti nonostante l'enorme perdita, scegliendo Donnie Dacus come successore di Kath. Era padre di una figlia, nata nel 1976. Proprio sua figlia, nel 2012, ha dichiarato di aver raccolto dei fondi attraverso il crowdfunding per la realizzazione di un documentario sul padre dal titolo Searching for Terry: Discovering a Guitar Legend.

## Discografia

### Album
- 1969 - The Chicago Transit Authority
- 1970 -  Chicago
- 1971 -  Chicago III
- 1971 - Chicago at Carnegie Hall
- 1972 -  Chicago V
- 1973 -  Chicago VI
- 1974 - Chicago VII
- 1975 - Chicago VIII
- 1975 - Live in Japan
- 1975 - Chicago IX - Chicago's Greatest Hits
- 1976 - Chicago X
- 1977 - Chicago XI

Postumi
- 1991 - Group Portrait
- 1997 - Chicago Presents The Innovative Guitar Of Terry Kath
- 2011 - Chicago XXXIV: Live in '75